# كورت باكمان
كورت باكمان (بالإنجليزية: Kurt Bachmann) (و. 1936 – 2014 م) هو لاعب كرة سلة فلبيني، ولد في مدينة إيلويلو، شارك في دورة الألعاب الآسيوية 1962، والألعاب الأولمبية الصيفية 1960، ودورة الألعاب الآسيوية 1958، وبطولة أمم آسيا لكرة السلة 1960، مركز لعبه هو وسط، توفي في مانيلا، عن عمر يناهز 78 عاماً.

## التعليم
تعلم في جامعة ديلا ساليه
.

## روابط خارجية
- كورت باكمان على موقع الاتحاد الدولي لكرة السلة (الإنجليزية)
- كورت باكمان على موقع الاتحاد الدولي لكرة السلة (الإنجليزية)
- كورت باكمان على موقع سبورتس رفرنس (الإنجليزية)
- كورت باكمان على موقع أوليمبيديا (الإنجليزية)